# Finlands svenska 4H
Finlands svenska 4H (FS4H), grundat 1929, är den finlandssvenska takorganisationen för de 17 svenskspråkiga 4H-föreningarna i södra Finland och i Österbotten. På Åland finns systerorganisationen Ålands 4H. Finlands svenska 4H ordnar 4H-verksamhet på svenska i Finland för barn och unga. Verksamheten använder pedagogiken lära genom och att göra.
Föreningarna ordnar verksamhet som klubbar, kurser, läger och tävlingar för barn och sysselsättning och utbildningar för unga.

## Historia
4H verksamheten startade i USA i början av 1900-talet. I dag finns 4H verksamhet i ett 80-tal länder.
I början av 1920-talet startade lokal 4H-verksamhet på landsbygden i Finland. År 1929 samlades den Finlandssvenska 4H-rörelsen under samma tak i och med att Finlands svenska 4H grundades. Ändamålet med verksamheten inom den nyetablerade organisationen var att hos ungdomen skapa intresse och engagemang för landsbygden och lokalsamhället.

## Verksamhet
Finlands svenska 4H:s 18 föreningar har 4 500 medlemmar i åldern 7–29 år. 4H-verksamheten bidrar till att barn och unga lär sig att lära samt utvecklar deras kompetens kring aktivt medborgarskap, företagsamhet och hållbar livsstil.
Centralkansliet Finlands svenska 4H är det samlande organet för 4H-föreningarna i Svenskfinland. Centralkansliets uppgift är att stöda föreningarna. Centralkansliets huvudansvar är ekonomi, utbildning och information samt marknadsföring. Centralkansliet har tre anställda och huvudkontoret finns Helsingfors med sidokontor i Vasa.

### Tre steg till arbetslivet
Verksamheten följer modellen tre steg till arbetslivet. I första steget deltar barn från 7 års ålder i gruppverksamhet så som klubbar och läger som ordnas i den lokala 4H-föreningen. Under sommarlovet kan barnen välja en 4H-uppgift som de utför på egen hand – det kan vara frågan om att odla, baka eller sköta djur. Din 4H-uppgift lär barnen ta ansvar samtidigt som det är roligt att pröva på något nytt.
I det andra steget ingår kurser som berör arbetslivet och internationell verksamhet för ungdomar över 13 år. Föreningar ordnar sysselsättande verksamhet i deras arbetspooler. De unga kan också delta i internationella läger och kurser.
Det tredje steget i verksamheten inriktar sig på företagande. Föreningarna erbjuder ungdomar att starta sitt eget 4H-företag som de driver själva. I tredje steget ingår också internationell verksamhet.

### För barn
De lokala föreningarna ordnar klubbar, kurser, läger och tävlingar för barn. På sommaren kan barnen delta i Matskolan och ha en egen 4H-uppgift och delta i solrostävlingen.

### För ungdomar
Inom föreningarna ordnas kurser och tävlingar för ungdomar. Kurserna och utbildningar skapar möjligheter för unga som vill ta ett första steg ut i arbetslivet och lära sig om företagsamhet.
- 4H Företagare
- 4H Dogsitter
- 4H i Skogen
- 4H i Trädgården
- 4H i Hemmet
- 4H Fotografen
- 4H Barnvaktaren
- 4H Klubbledare
- 4H Traktorkurs

## 4H-föreningarna
Finlands svenska 4H:s föreningar ordnar lokal verksamhet för barn och unga.
| 4H-föreningar          |
| ---------------------- |
| Österbotten            |
| Karleby 4H             |
| Botnia 4H              |
| Larsmo-Pedersöre 4H    |
| Nykarleby 4H           |
| Vörånejdens 4H         |
| Korsholms 4H           |
| Malax-Petalax-Bergö 4H |
| Korsnäs 4H             |
| Närpes 4H              |
| Kristinestads 4H       |
| Egentliga Finland      |
| Pargas 4H              |
| Kimitoöns 4H           |
| Nyland                 |
| Raseborgs 4H           |
| Ingå 4H                |
| Sibbo 4H               |
| Borgå 4H               |
| Östnylands 4H          |
| Åland                  |
| Ålands 4H              |